# Keelan Lebon
Keelan Lebon (Frankrijk, 14 juli 1997) is een Frans voetballer die bij voorkeur als linksbuiten speelt. Hij tekende in 2016 zijn eerste profcontract bij Paris FC.

## Clubcarrière
Lebon is afkomstig uit de jeugd van SC Amiens, voor hij naar de jeugd van Paris FC vertrok. Door een beperkt zicht op speelminuten liet Lebon zich verhuren aan FC Chambly. Na een verhuurjaar ging hij voor zijn kans bij Paris FC, maar maakte er geen speelminuten. Daarom besloot de club hem opnieuw te verhuren, ditmaal aan Jong FC Utrecht. De club heeft een optie tot koop.

### Jong FC Utrecht
Op vrijdag 18 januari 2019 maakte Lebon zijn debuut namens Jong FC Utrecht in de eerste divisie (voetbal Nederland) tijdens de uitwedstrijd met FC Twente. Deze wedstrijd werd met 1-0 verloren, maar Lebon speelde de hele wedstrijd mee.

## Statistieken
| Seizoen         | Club                   | Competitie           | Competitie | Competitie | Beker | Beker | Internationaal | Internationaal | Totaal | Totaal |
| Seizoen         | Club                   | Competitie           | Wed.       | Dlp.       | Wed.  | Dlp.  | Wed.           | Dlp.           | Wed.   | Dlp.   |
| --------------- | ---------------------- | -------------------- | ---------- | ---------- | ----- | ----- | -------------- | -------------- | ------ | ------ |
| 2016/17         | Paris FC               | Ligue 2              | 0          | 0          | 0     | 0     | 0              | 0              | 0      | 0      |
| 2017/18         | FC Chambly             | Championnat National | 14         | 1          | 3     | 0     | 0              | 0              | 17     | 1      |
| 2018/19         | Paris FC               | Ligue 2              | 0          | 0          | 0     | 0     | 0              | 0              | 0      | 0      |
| 2018/19         | → Jong FC Utrecht      | Eerste divisie       | 17         | 2          | -     | -     | –              | –              | 17     | 2      |
| 2019/20         | Paris FC               | Ligue 2              | 0          | 0          | 0     | 0     | 0              | 0              | 0      | 0      |
| 2019/20         | → Gazélec FCO Ajaccio  | Championnat National | 13         | 0          | 3     | 0     | 0              | 0              | 16     | 0      |
| 2019/20         | → US Créteil-Lusitanos | Championnat National | 1          | 0          | 0     | 0     | 0              | 0              | 1      | 0      |
| 2020/21         | Beroe Stara Zagora     | Parva Liga           | 5          | 1          | 0     | 0     | 0              | 0              | 5      | 1      |
| Carrière totaal | Carrière totaal        | Carrière totaal      | 50         | 4          | 6     | 0     | 0              | 0              | 56     | 4      |

Bijgewerkt op 7 nov 2020
Agougil ·
Akkerman ·
Azmi ·
El Arguioui ·
Den Boggende ·
Boumenjal ·
Charalampoglou ·
Dithmer ·
Driezen ·
Dris ·
Dundas ·
Edhart ·
Eppink ·
Ghaddari ·
Van Hees ·
Held ·
Jenner ·
Kloosterboer ·
Kooy  ·
Van Riel ·
Rohd Schlichting ·
Varjund ·
Viereck ·
Van der Wegen ·
Yah ·
Coach: Van Dinteren
· Assistent-trainer: Kamminga
· Assistent-trainer: Keller
· Keeperstrainer: Plattel
Dit is de vaste selectie van Jong FC Utrecht. In deze lijst zijn geen spelers van het eerste elftal of de jeugdelftallen opgenomen.